# ルアタンギ侍バツベイ
ルアタンギ 侍バツベイ（ルアタンギ さむらいバツベイ、LUATANGI Samurai Vatuvei、1977年12月8日 - ）はトンガ王国出身のラグビー選手。190cm、120kg。旧名「ルアタンギ・バツベイ（Luatangi VATUVEI）」 。
パナソニック ワイルドナイツやラグビー日本代表でプレーし、クボタスピアーズに在籍するバツベイ・シオネは弟。

## 経歴
- トンガ高校卒業後、大東文化大学に留学。2002年に卒業し、東芝府中ラグビー部（現・東芝ブレイブルーパス）に加入した。
- 大学在学中の2001年5月13日、韓国戦で日本代表デビュー。2004年7月4日のイタリア戦の後しばらく代表からは遠ざかっていたが、2006年11月のワールドカップ予選の2試合にいずれも先発出場し、獲得キャップ数を20とした。翌2007年のワールドカップメンバーに選ばれ出場した。
- また、2004年-05年にかけて、トップリーグでは11試合で18トライを記録し、MVP、最多トライゲッター、ベスト15の3部門を受賞した。
- 2006-2007シーズンのトップリーグの決勝戦では劣勢だったが、終盤のロスタイムで立て続けにトライを決め、逆転優勝に導く立役者となった。
- 2007-2008シーズンから長年プレーした東芝から近鉄ライナーズへ移籍。
- 2008-2009シーズンは試験的実施ルールELV(Experimental Law Variations)導入により、またその体重から来る慢性的な膝の怪我により持ち味を発揮する機会がガタっと減り、いずれもリザーブスタートのたった3試合の出場に終わり、シーズン終了後に近鉄ライナーズを退部した。
- 1年間の無所属の後、2010-2011シーズンは豊田自動織機シャトルズに加入。1シーズンプレーした。[1]

## 人物
- ポジションはロック(LO)またはナンバーエイト(No8)。
- 2006年8月、日本国籍を手に入れた。本人曰く、「来日してからのあこがれだった。」という、映画『ラスト サムライ』に感銘を受け「侍」の文字を自分の名前に冠して、日本では「ルアタンギ侍バツベイ」を名乗るようになったとのこと。
- 本名の「ルアタンギ・バツベイ」 は「ルアタンギ」が名、「バツベイ」が姓であるのに対し、日本での戸籍名は姓が「ルアタンギ」で名が「侍バツベイ」なのだが、メンバー表等には「侍バツベイ」と記載されることが多い。